# El meu avi és un extraterrestre
El meu avi és un extraterrestre (títol original en croat, Moj dida je pao s Marsa) és una pel·lícula infantil croata del 2019 dirigida per Marina Andree Škop i Dražen Žarković. El guió de Branko Ružić i Pavlica Bajsić es basa en el llibre infantil Moj dida jerena vanzemaljac d'Ić vanzemaljac. S'ha doblat al català.